# باشگاه فوتبال پرسپولیس در فصل ۸۲–۱۳۸۱
فصل ۸۲–۱۳۸۱، دومین حضور باشگاه پرسپولیس در لیگ برتر ایران است. این تیم در این فصل در لیگ برتر فوتبال ایران ۸۲–۱۳۸۱، جام حذفی فوتبال ایران ۸۲–۱۳۸۱ و لیگ قهرمانان آسیا ۰۳–۲۰۰۲ شرکت کرد.

## کادر فنی
| پست              | نام             |
| ---------------- | --------------- |
| سرمربی           | علی پروین       |
| مربی             | ناصر ابراهیمی   |
| مربی دروازه‌بان‌ها | وحید قلیچ       |
| مربی بدنساز      | پرویز کماسی     |
| دکتر             | دکتر فرید زرینه |
| سرپرست           | محمود خوردبین   |

## بازیکنان
| دروازه‌بان |       |                    |               |             |
| شماره     | ملیت  | نام                | تیم قبلی      | توضیحات     |
| ۱         | ایران | داوود فنایی        | پلی‌اکریل      |             |
| ۳۰        | ایران | فرشید کریمی        | نفت تهران     |             |
| ۲۲        | ایران | محمد محمدی         | برق شیراز     |             |
| مدافع     |       |                    |               |             |
| ۱۰        | ایران | پژمان جمشیدی       | سایپا         |             |
| ۵         | ایران | افشین پیروانی      | بانک تجارت    | کاپیتان اول |
| ۸         | ایران | علی انصاریان       | فجر سپاسی     |             |
| ۲۸        | ایران | یحیی گل محمدی      | فولاد خوزستان |             |
| ۲۰        | ایران | بهروز رهبری‌فرد     | فتح تهران     | کاپیتان سوم |
| ۲         | ایران | محمد برزگر         | فجر سپاسی     |             |
| ۱۶        | ایران | رضا شاهرودی        | دالیان        | کاپیتان دوم |
| ۱۳        | ایران | مجتبی شیری         | برق شیراز     |             |
| ۲۷        | ایران | مهرداد میناوند     | الشباب امارات |             |
| ۳         | ایران | حسن خان‌محمدی       | بهمن          |             |
| ۴         | ایران | یونس باهنر         | تراکتور       |             |
| هافبک     |       |                    |               |             |
| ۲۱        | ایران | ابراهیم اسدی       | آکادمی        |             |
| ۶         | ایران | کریم باقری         | السد          |             |
| ۲۵        | ایران | حمید استیلی        | بهمن          |             |
| ۹         | ایران | مهدی تارتار        | پاس تهران     |             |
| ۱۰        | ایران | هادی مهدوی‌کیا      | هامبورگ       |             |
| ۱۴        | ایران | رضا جباری          | بهمن          |             |
| ۲۷        | ایران | احسان خرسندی       | آکادمی        |             |
| ۱۲        | ایران | عارف محمدوند       | ذوب‌آهن        |             |
| مهاجم     |       |                    |               |             |
| ۱۱        | ایران | امیرحسین اصلانیان  | نیروی زمینی   |             |
| ۱۷        | ایران | سهراب انتظاری      | شموشک         |             |
| ۱۸        | ایران | بهنام ابوالقاسم‌پور | سایپا         |             |
| ۲۳        | ایران | علی سلمانی         | برق شیراز     |             |
| ۱۹        | ایران | پایان رأفت         | حتا امارات    |             |
| ۲۴        | ایران | علی لشگری          | آکادمی        |             |

## نقل و انتقالات

### ورودی
| ورودی |       |                |    |               |      |
| ۶     | هافبک | کریم باقری     | ۲۸ | السد          | دائم |
| ۱۲    | هافبک | عارف محمدوند   | ۳۲ | ذوب آهن       | دائم |
| ۱۳    | مدافع | مجتبی شیری     | ۲۲ | برق شیراز     | دائم |
| ۱۵    | هافبک | مهرداد میناوند | ۲۶ | الشباب امارات | دائم |
| ۱۹    | مهاجم | پایان رأفت     | ۳۱ | حتا           | دائم |
| ۲۳    | مهاجم | علی سلمانی     | ۲۳ | برق تهران     | دائم |
| ۲۶    | هافبک | هادی مهدوی کیا | ۲۳ | هامبورگ       | دائم |
| ۲۸    | هافبک | یحیی گل محمدی  | ۳۱ | فولاد         | دائم |

### خروجی
| شماره | پست       | نام                | سن | به تیم                   | نوع انتقال |
| ----- | --------- | ------------------ | -- | ------------------------ | ---------- |
| خروجی |           |                    |    |                          |            |
| ۱۰    | هافبک     | حامد کاویانپور     | ۲۳ | الوصل امارات             | دائم       |
| ۲۲    | دروازه‌بان | محمدرضا جونکی زاده | ۲۲ | استقلال اهواز            | دائم       |
| ۱۵    | هافبک     | اسماعیل حلالی      | ۲۸ | صنعت نفت                 | دائم       |
| ۲۳    | مهاجم     | لیث نوبری          | ۲۴ | صحم                      | دائم       |
| ۱۹    | هافبک     | جواد رزاقی         | ۲۸ | داک ۱۹۰۴ دونایسکا استردا | دائم       |

## رقابت‌ها

### بررسی مسابقات
| رقابت             | اولین بازی   | آخرین بازی    | شروع دور        | جایگاه نهایی | آمار | آمار | آمار | آمار | آمار | آمار | آمار | آمار  |
| رقابت             | اولین بازی   | آخرین بازی    | شروع دور        | جایگاه نهایی | بازی | ب    | ت    | ش    | گ‌ز   | گ‌خ   | ت‌گ   | % برد |
| ----------------- | ------------ | ------------- | --------------- | ------------ | ---- | ---- | ---- | ---- | ---- | ---- | ---- | ----- |
| لیگ برتر          | ۲۶ مهر ۱۳۸۱  | ۱ تیر ۱۳۸۲    | هفته 1          | سوم          | ۲۶   | ۱۱   | ۱۱   | ۴    | ۳۰   | ۲۱   | —    | ۰۴۲   |
| جام حذفی          | ۱۹آبان ۱۳۸۱  | ۲۹ بهمن ۱۳۸۱  | یک‌شانزدهم نهایی | یک‌هشتم نهایی | ۴    | ۳    | ۰    | ۱    | ۴    | ۲    | —    | ۰۷۵   |
| لیگ قهرمانان آسیا | ۱۸اسفند ۱۳۸۱ | ۲۲ اسفند ۱۳۸۱ | مرحله گروهی     | مرحله گروهی  | ۳    | ۲    | ۰    | ۱    | ۵    | ۲    | —    | ۰۶۷   |
| مجموع             | مجموع        | مجموع         | مجموع           | مجموع        | ۳۳   | ۱۶   | ۱۱   | ۶    | ۳۹   | ۰    | ۳۹+  | ۰۴۸   |

منبع: رقابت‌ها

### جدول لیگ
| رتبه | تیم           | بازی | برد | مساوی | باخت | گل زده | گل خورده | گل تفاضل | امتیاز | صعود یا سقوط                                |
| ---- | ------------- | ---- | --- | ----- | ---- | ------ | -------- | -------- | ------ | ------------------------------------------- |
| ۱    | سپاهان        | ۲۶   | ۱۶  | ۴     | ۶    | ۴۷     | ۲۷       | ۲۰+      | ۵۲     | صعود به مرحله گروهی لیگ قهرمانان آسیا ۲۰۰۴  |
| ۲    | پاس           | ۲۶   | ۱۳  | ۶     | ۷    | ۳۷     | ۲۳       | ۱۴+      | ۴۵     |                                             |
| ۳    | پرسپولیس      | ۲۶   | ۱۱  | ۱۱    | ۴    | ۳۰     | ۲۱       | ۹+       | ۴۴     |                                             |
| ۴    | فجر سپاسی     | ۲۶   | ۱۱  | ۹     | ۶    | ۲۸     | ۲۱       | ۷+       | ۴۲     |                                             |
| ۵    | پیکان         | ۲۶   | ۱۰  | ۷     | ۹    | ۲۷     | ۲۴       | ۳+       | ۳۷     |                                             |
| ۶    | سایپا         | ۲۶   | ۹   | ۸     | ۹    | ۲۹     | ۳۰       | ۱−       | ۳۵     |                                             |
| ۷    | فولاد         | ۲۶   | ۹   | ۷     | ۱۰   | ۳۴     | ۳۶       | ۲−       | ۳۴     |                                             |
| ۸    | ذوب‌آهن        | ۲۶   | ۱۰  | ۴     | ۱۲   | ۲۲     | ۲۹       | ۷−       | ۳۴     | صعود به مرحله گروهی لیگ قهرمانان آسیا ۲۰۰۴۱ |
| ۹    | استقلال       | ۲۶   | ۸   | ۸     | ۱۰   | ۳۲     | ۳۰       | ۲+       | ۳۲     |                                             |
| ۱۰   | برق شیراز     | ۲۶   | ۹   | ۵     | ۱۲   | ۲۸     | ۳۷       | ۹−       | ۳۲     |                                             |
| ۱۱   | استقلال اهواز | ۲۶   | ۶   | ۱۰    | ۱۰   | ۲۴     | ۳۰       | ۶−       | ۲۸     |                                             |
| ۱۲   | ابومسلم       | ۲۶   | ۵   | ۱۱    | ۱۰   | ۲۲     | ۲۶       | ۴−       | ۲۶     |                                             |
| ۱۳   | صنعت نفت      | ۲۶   | ۶   | ۸     | ۱۲   | ۲۵     | ۳۴       | ۹−       | ۲۶     | سقوط به لیگ آزادگان ۸۳–۱۳۸۲                 |
| ۱۴   | ملوان         | ۲۶   | ۶   | ۸     | ۱۲   | ۱۷     | ۳۴       | ۱۷−      | ۲۶     | سقوط به لیگ آزادگان ۸۳–۱۳۸۲                 |

### بازی‌ها
برد
      مساوی
      باخت
| ۲۶ مهر ۸۱ ۱ | برق شیراز                            | ۱ – ۲ | پرسپولیس          | شیراز                                                    |
| ۱۴:۳۰       | علی باغمیشه ۲۲' · علیرضا عباسفرد '۵۵ |       | رضا جباری ۴۳' ۷۸' | ورزشگاه: حافظیه تماشاگران: ۲۰٬۰۰۰ داور: فریدون اصفهانیان |

| ۳ آبان ۸۱ ۲ | پرسپولیس                | ۱ – ۰ | پیکان | تهران                                            |
| ۱۴:۳۰       | امیرحسین اصلانیان ۹۰+۱' |       |       | ورزشگاه: تختی تماشاگران: ۲۰٬۰۰۰ داور: جلال مرادی |

| ۱۰ آبان ۸۱ ۳ | سایپا            | ۱ – ۱ | پرسپولیس          | تهران                                            |
| ۱۴:۳۰        | جواد کاظمیان ۴۷' |       | سهراب انتظاری ۴۹' | ورزشگاه: تختی تماشاگران: ۲۰٬۰۰۰ داور: سیامک بخشی |

| ۱۴ آبان ۸۱ ۴ | پرسپولیس | ۰ – ۱ | ذوب آهن        | تهران                                             |
|              |          |       | امیر وزیری ۹۰' | ورزشگاه: تختی تماشاگران: ۱۵٬۰۰۰ داور: مسعود مرادی |

| ۳۰ آبان ۸۱ ۵ | ابومسلم                    | ۰ – ۱ | پرسپولیس                                 | مشهد                                                 |
| ۱۴:۰۰        | رضا عنایتی '۱۶ · سعید بیگی | گزارش | سهراب انتظاری ۷۷' · کریم باقری رضا جباری | ورزشگاه: تختی مشهد تماشاگران: ۱۲٬۰۰۰ داور: علی خسروی |

| ۱۵ آذر ۸۱ ۶ | استقلال اهواز | ۰ – ۰ | پرسپولیس | اهواز                                                  |
| ۱۴:۰۰       |               |       |          | ورزشگاه: تختی اهواز تماشاگران: ۳۰٬۰۰۰ داور: جلال مرادی |

| ۲۲ آذر ۸۱ ۷ | پرسپولیس                          | ۲ – ۰ | فجر سپاسی | تهران                                                 |
|             | پایان رأفت ۳۷' · یحیی گل‌محمدی ۸۰' |       |           | ورزشگاه: تختی تماشاگران: ۱۰٬۰۰۰ داور: رحیم رحیمی مقدم |

| ۲۸ آذر ۸۱ ۸ | پاس تهران            | ۰ – ۱ | پرسپولیس       | تهران                                            |
| ۱۴:۰۰       | حمید سرآبادانی '۹۰+۱ |       | پایان رأفت ۱۷' | ورزشگاه: تختی تماشاگران: ۹٬۰۰۰ داور: مسعود مرادی |

| ۶ دی ۸۱ ۹ | پرسپولیس       | ۱ – ۰ | صنعت نفت | تهران                                                  |
|           | پایان رأفت ۱۲' |       |          | ورزشگاه: تختی تماشاگران: ۱۰٬۰۰۰ داور: فریدون اصفهانیان |

| ۱۲ دی ۸۱ ۱۰ | سپاهان                                                                  | ۲ – ۱ | پرسپولیس                                    | اصفهان                                               |
|             | ادموند بزیک ۲۳' محرم نویدکیا ۸۶' (پ) سعید بیات ادموند بزیک اصغر طالب‌نسب |       | علی انصاریان ۶۱' حسن خان‌محمدی افشین پیروانی | ورزشگاه: نقش جهان تماشاگران: ۳۵٬۰۰۰ داور: جلال مرادی |

| ۲۰ دی ۸۱ ۱۱                                                     | پرسپولیس                                                                              | ۱ – ۱ | استقلال تهران                                                       | تبریز                                                     |
|                                                                 | علی انصاریان ۷۰' (پ) حمید استیلی '۲۸ عارف محمدوند '۳۲ پایان رأفت '۴۲ ابراهیم اسدی '۷۹ |       | علی سامره ۱' مهدی پاشازاده '۳۰ علیرضا اکبرپور '۶۲ مهدی هاشمی‌نسب '۷۲ | ورزشگاه: یادگار امام تماشاگران: ۶۰٬۰۰۰ داور: روبرتو روزتی |
| یادداشت: گل علی سامره به پرسپولیس سریع‌ترین گل تاریخ شهرآورد شد. |                                                                                       |       |                                                                     |                                                           |

| ۲۷ دی ۸۱ ۱۲ | ملوان                                          | ۱ – ۱ | پرسپولیس                        | انزلی                                                     |
|             | محمد غلامین ۶۹' · محمد غلامین محمدعلی عاشورزاد |       | عارف محمدوند ۸۰' · یحیی گل‌محمدی | ورزشگاه: تختی انزلی تماشاگران: ۱۵٬۰۰۰ داور: حسین عرب‌براقی |

| ۳ بهمن ۸۱ ۱۳ | پرسپولیس                                                                             | ۳ – ۳ | فولاد خوزستان                                                                                        | تهران                                           |
| ۱۴:۰۰        | علی انصاریان ۲۱' (پ) یحیی گل‌محمدی ۳۴' پایان رأفت ۵۱' بهروز رهبری‌فرد علی انصاریان '۶۰ | گزارش | بهنام سراج ۵' ۲۶' (پ) حسین کعبی ۱۴' بهنام سراج '۷۶ حسین کعبی '۳۲ علی‌اکبر مهدی‌پور '۴۶ سامان موسوی '۴۶ | ورزشگاه: تختی تماشاگران: ۱۵٬۰۰۰ داور: علی خسروی |

| ۲۵ بهمن ۸۱ ۱۴ | پرسپولیس         | ۰ – ۰ | برق شیراز | تهران                                                |
| ۱۴:۳۰         | یحیی گل‌محمدی '۴۴ |       |           | ورزشگاه: تختی تماشاگران: ۲۰٬۰۰۰ داور: یدالله سلیمانی |

| ۴ اسفند ۸۱ ۱۵ | پیکان                | ۱ – ۱ | پرسپولیس       | تهران                                                 |
| ۱۵:۰۰         | علی‌اصغر مدیرروستا ۲' |       | علی سلمانی ۵۸' | ورزشگاه: تختی تماشاگران: ۸٬۰۰۰ داور: فریدون اصفهانیان |

| ۱۷ فروردین ۸۲ ۱۸ | پرسپولیس          | ۱ – ۰ | ابومسلم | تهران                                         |
| ۱۶:۳۰            | سهراب انتظاری ۱۴' | گزارش |         | ورزشگاه: تختی تماشاگران: ۵٬۰۰۰ داور: حسین یدی |

| ۲۲ فروردین ۸۲ ۱۶ | پرسپولیس                             | ۲ – ۱ | سایپا          | تهران                                           |
|                  | علی انصاریان ۲' (پ) · محمد برزگر ۵۸' |       | محمد مؤمنی ۸۳' | ورزشگاه: تختی تماشاگران: ۱۵٬۰۰۰ داور: علی خسروی |

| ۲۶ فروردین ۸۲ ۱۹ | پرسپولیس                                                                                  | ۲ – ۱ | استقلال اهواز                      | تهران                                               |
|                  | افشین پیروانی ۸' · ابراهیم اسدی ۵۵' علی انصاریان '۳۵ پژمان جمشیدی علی انصاریان محمد برزگر | گزارش | امیر خلیفه‌اصل ۱۴' · محمدباقر احمدی | ورزشگاه: تختی تماشاگران: ۱۲٬۰۰۰ داور: فرج‌الله یثربی |

| ۴ اردیبهشت ۸۲ ۲۰ | فجر سپاسی       | ۰ – ۰ | پرسپولیس      | شیراز                                             |
|                  | بهرام شفیعی '۶۳ |       | رضا جباری '۳۶ | ورزشگاه: حافظیه تماشاگران: ۱۲٬۰۰۰ داور: ایرج نظری |

| ۱۷ اردیبهشت ۸۲ ۲۱ | پرسپولیس         | ۰ – ۰ | پاس تهران      | تهران                                             |
| ۱۶:۳۰             | علی انصاریان '۲۶ |       | آرش برهانی '۵۶ | ورزشگاه: تختی تماشاگران: ۱۵٬۰۰۰ داور: مسعود مرادی |

| ۲۲ اردیبهشت ۸۲ ۲۲ | صنعت نفت | ۰ – ۰ | پرسپولیس | آبادان                                                     |
|                   |          |       |          | ورزشگاه: تختی آبادان تماشاگران: ۱۰٬۰۰۰ داور: فرج‌الله یثربی |

| ۲۶ اردیبهشت ۸۲ ۱۷ | ذوب آهن                            | ۳ – ۲ | پرسپولیس                         | اصفهان                                              |
|                   | رضا صاحبی ۴۲' ۸۰' · امیر وزیری ۶۲' |       | ابراهیم اسدی ۳۱' · رضا جباری ۷۰' | ورزشگاه: نقش جهان تماشاگران: ۷٬۰۰۰ داور: سیامک بخشی |

| ۳۱ اردیبهشت ۸۲ ۲۳ | پرسپولیس         | ۱ – ۱ | سپاهان          | تهران                                                 |
| ۱۶:۳۰             | علی انصاریان ۸۳' |       | ناصر فرشباف ۶۳' | ورزشگاه: تختی تماشاگران: ۱۰٬۰۰۰ داور: رحیم رحیمی مقدم |

| ۱ تیر ۸۲ ۲۶ | فولاد                                             | ۰ – ۲ | پرسپولیس                       | اهواز                               |
| ۱۷:۳۰       | علی اکبر مهدی پور '۲۴ حسین کعبی '۸۴ علی بداوی '۸۸ |       | عارف محمدوند ۷۷' (پ) ۹۰+۴' (پ) | ورزشگاه: تختی اهواز داور: علی خسروی |

### جام حذفی
برد
      مساوی
      باخت
| ۱۹ آبان ۸۱ ۱/۱۶ | ماشین‌سازی | ۰ – ۱ | پرسپولیس                        | تبریز                                                    |
|                 |           | گزارش | کریم باقری '۵۷ · پایان رأفت ۷۹' | ورزشگاه: تختی تبریز تماشاگران: ۱۵۰۰۰ داور: فرج‌الله یثربی |

| ۲۴ آبان ۸۱ ۱/۱۶ | پرسپولیس          | ۱ – ۰ | ماشین‌سازی | تهران                                              |
|                 | افشین پیروانی ۱۲' | گزارش |           | ورزشگاه: تختی تماشاگران: ۵٬۰۰۰ داور: حسین عرب‌براقی |

ماشین‌سازی در مجموع، با نتیجه ۲–۰ مقابل پرسپولیس شکست خورد.
| ۹ آذر ۸۱ ۱/۸ | پرسپولیس                                            | ۲ – ۰ | ملوان | تهران                        |
|              | رضا جباری ۴۸' · بهروز رهبری‌فرد ۷۵' (پ) · پایان رأفت | گزارش |       | ورزشگاه: تختی داور: حسین یدی |

| ۲۹ بهمن ۸۱ ۱/۸            | ملوان                    | ۲ – ۰ (و.ا.) (۳ – ۰ پنالتی)                                  | پرسپولیس | انزلی               |
|                           | محمد همرنگ · محمد غلامین |                                                              |          | ورزشگاه: تختی انزلی |
|                           | ضربات پنالتی             |                                                              |          |                     |
| محمد غلامین احمد جمشیدیان |                          | از دست دادن پنالتی · از دست دادن پنالتی · از دست دادن پنالتی |          |                     |

پرسپولیس در مجموع، با نتیجه ۲–۲ متوقف شد. در ضربات پنالتی، پرسپولیس هر سه پنالتی خود را از دست داد و ملوان هم هر ۳ پنالتی خود را گل کرد تا نیازی به ۲ پنالتی آخر نباشد و ملوان صعود کند و پرسپولیس حذف شود.

### لیگ قهرمانان آسیا
برد
      مساوی
      باخت
| ۱۸ اسفند ۸۱ ۱ | پرسپولیس         | ۱ – ۰ | الطلبه | تاشکند، ازبکستان                         |
|               | یحیی گل‌محمدی ۶۲' |       |        | ورزشگاه: مرکزی پاختاکور تماشاگران: ۵٬۰۰۰ |

| ۲۰ اسفند ۸۱ ۲ | پاختاکور          | ۱ – ۰ | پرسپولیس | تاشکند، ازبکستان                          |
|               | انورجان سولیف ۲۲' |       |          | ورزشگاه: مرکزی پاختاکور تماشاگران: ۴۲٬۰۰۰ |

| ۲۲ اسفند ۸۱ ۳ | پرسپولیس                                                     | ۴ – ۱ | نیسا                    | تاشکند، ازبکستان                         |
|               | حسن خان‌محمدی ۱۴'، ۷۶' یحیی گل‌محمدی ۴۷' امیرحسین اصلانیان ۹۰' |       | امان‌میرات مردوف ۸۶' (پ) | ورزشگاه: مرکزی پاختاکور تماشاگران: ۲٬۰۰۰ |

پرسپولیس در مجموع، با ۲ برد و ۱ باخت، در جایگاه دوم قرار گرفت و از دور مسابقات کنار رفت.
| تیم          | امتیاز | بازی | برد | مساوی | باخت | گل‌زده | گل‌خورده | تفاضل‌گل |
| ------------ | ------ | ---- | --- | ----- | ---- | ----- | ------- | ------- |
| پاختاکور     | ۹      | ۳    | ۳   | ۰     | ۰    | ۷     | ۰       | ۷+      |
| پرسپولیس     | ۶      | ۳    | ۲   | ۰     | ۱    | ۵     | ۲       | ۳+      |
| الطلبه       | ۳      | ۳    | ۱   | ۰     | ۲    | ۳     | ۴       | ۱-      |
| نیسا عشق‌آباد | ۰      | ۳    | ۰   | ۰     | ۳    | ۱     | ۱۰      | ۹-      |

## آمار

### گلزنان
| شماره      | ملیت       | نام               | لیگ برتر | جام حذفی | آسیا | مجموع |
| ---------- | ---------- | ----------------- | -------- | -------- | ---- | ----- |
| ۱۹         | ایران      | پایان رأفت        | ۵        | ۱        | ۰    | ۶     |
| ۸          | ایران      | علی انصاریان      | ۵        | ۰        | ۰    | ۵     |
| ۲۸         | ایران      | یحیی گل‌محمدی      | ۳        | ۰        | ۲    | ۵     |
| ۱۴         | ایران      | رضا جباری         | ۳        | ۱        | ۰    | ۴     |
| ۱۷         | ایران      | سهراب انتظاری     | ۴        | ۰        | ۰    | ۴     |
| ۱۲         | ایران      | عارف محمدوند      | ۳        | ۰        | ۰    | ۳     |
| ۳          | ایران      | حسن خان‌محمدی      | ۰        | ۰        | ۲    | ۲     |
| ۵          | ایران      | افشین پیروانی     | ۱        | ۱        | ۰    | ۲     |
| ۱۱         | ایران      | امیرحسین اصلانیان | ۱        | ۰        | ۱    | ۲     |
| ۲۰         | ایران      | بهروز رهبری‌فر     | ۰        | ۱        | ۰    | ۱     |
| گل به خودی | گل به خودی | گل به خودی        | ۱        | ۰        | ۰    | ۱     |
| مجموع      | مجموع      | مجموع             | ۳۰       | ۴        | ۵    | ۳۹    |